# IZOP-Institut
Das Institut zur Objektivierung von Lern- und Prüfungsverfahren (IZOP-Institut) ist ein medienpädagogisches Institut mit Sitz in Aachen, dessen Arbeitsschwerpunkt die Durchführung von Projekten zur Medienbildung ist.

## Arbeitsschwerpunkte und Aktionsradius
Bei der Planung, Realisierung und Evaluation seiner medienpädagogischen Projekte verfolgt das IZOP-Institut die folgenden Kernziele:
- Förderung von Lesemotivation
- Stärkung der Basiskompetenzen Lesen und Schreiben
- Vermittlung und Stärkung der Fähigkeiten
  - mit traditionellen und neuen Medien sinnvoll umzugehen,
  - sie für eine organisierte Informationsbeschaffung zu nutzen und
  - recherchierte Informationen für Texterstellung zu verwenden

Bei seinen Medienprojekten bringt das IZOP-Institut die teilnehmenden Kinder und Jugendlichen und deren Lehrkräfte mit den folgenden Partnern zusammen:
- Medienhäuser
- Projektförderer wie
  - Banken, Genossenschaftsinstitute und Sparkassen
  - Bundesministerien
  - Landesministerien
  - öffentliche Einrichtungen
  - Stiftungen
  - Verbände
  - Wirtschaftsunternehmen

Das IZOP-Institut führt Projekte in weiten Teilen Europas durch. Auch Teilnehmer aus außereuropäischen Staaten konnte das Institut bei seinen Projekten bereits verzeichnen.

## Aktuelle Projekte
Das IZOP-Institut führt Projekte zur Medienerziehung durch, die sich an Schüler in der Primarstufe sowie der Sekundarstufen I und II und deren Lehrkräfte, an Studierende und deren Dozierende sowie an in Vereinen und Verbänden organisierte Jugendliche und junge Erwachsene richten. Das erste Projekt zur Leseförderung und Medienerziehung startete 1979 in Aachen. Solche Projekte bzw. deren Ziele sind Bestandteil einiger Lehrpläne in Deutschland. Die Teilnahme an Projekten des IZOP-Instituts wird von einigen Schulen auf ihren Internetseiten dargestellt.

### Durchblick
Durchblick – Jugend und Wirtschaft im Nordwesten ist konzipiert als integraler Bestandteil des Seminarfachs in Niedersachsen. Das Projekt wird durchgeführt von der Nordwest-Zeitung und der Landessparkasse zu Oldenburg und richtet sich an Schüler der gymnasialen Oberstufe. Ziele des Projekts sind die Verbesserung der ökonomischen Bildung, die Heranführung an das wissenschaftliche Arbeiten und die Förderung von Medienkompetenz.

### JufoSt – Jugendforum Strukturwandel
JufoSt ist ein regionales Projekt im Rheinischen Revier und ermöglicht Jugendlichen und jungen Erwachsenen einen Austausch zur Zukunft ihrer Region. In einem Jugendforum erarbeiten Teilnehmende Vorschläge für eine ökologisch nachhaltige Gestaltung des Strukturwandels am Beispiel des Artenschutzes in der Tagebauregion Garzweiler. Das Projekt wird unter dem Förderkennzeichen 67KMN059 durch das Bundesministerium für Umwelt, Naturschutz, nukleare Sicherheit und Verbraucherschutz gefördert und in Zusammenarbeit mit der Zukunft – Umwelt – Gesellschaft (ZUG) gGmbH sowie der Rheinischen Post durchgeführt.

### Jugend schreibt
Jugend schreibt wird von der Frankfurter Allgemeinen Zeitung jährlich ausgeschrieben und richtet sich vor allem an Schüler in den Jahrgangsstufen 10, 11 und 12 von Gesamtschulen, Gymnasien und Berufsfachschulen. Ziele des Projekts sind die Vermittlung des Werts und des Nutzens der Lektüre einer Qualitätszeitung sowie der benötigten Kompetenzen zum Schreiben für die F.A.Z.

### Jugend und Wirtschaft
Jugend und Wirtschaft ist ein überregionales Projekt der Frankfurter Allgemeinen Zeitung und des Bundesverbandes deutscher Banken und richtet sich vor allem an Schüler in den Jahrgangsstufen 10, 11 und 12 von Gesamtschulen, Gymnasien, Wirtschafts- und Berufsfachschulen. Ziele des Projekts sind die Vermittlung des Werts und des Nutzens der Lektüre einer Qualitätszeitung, insbesondere des Wirtschaftsteils, die Vermittlung von nachhaltigem Interesse für Wirtschaft sowie das Schaffen von Grundlagen für das erfolgreiche Schreiben für die F.A.Z. bzw. die projektinterne Zeitung.

### Jugend – Zeitung – Wirtschaft
Jugend – Zeitung – Wirtschaft richtet sich an österreichische Jugendliche aus der Sekundarstufe II. Sie arbeiten gemeinsam mit ihren Lehrkräften mit der Tageszeitung Die Presse im Unterricht an Themen mit dem Schwerpunkt „Wirtschaft“. Projektförderer sind etwa der österreichische Bankenverband, die DHK, die ÖBB, die OMV, die Verbund AG oder die Wiener Städtische Versicherung.

### KONSUMENT in der Schule
KONSUMENT in der Schule richtet sich an österreichische Jugendliche aus der 9., 10. und 11. Schulstufe. Das Projekt führt sie an die Themenbereiche Verbraucherinformation und Konsumentenschutz heran und fördert ihre Verbraucher-, Lese- und Medienkompetenz. Das Projekt wird durchgeführt von dem Verein für Konsumenteninformation und dem Europäischen Verbraucherzentrum Österreich.

### Lesen und Schreiben verbindet
Lesen und Schreiben verbindet richtet sich an Schulklassen aus Förderschulen und Projektgruppen aus Einrichtungen für Menschen mit Behinderung. Es eröffnet ihnen die Chance, eine Tageszeitung kennen und nutzen zu lernen. Das Projekt wird durchgeführt von der Nordwest-Zeitung und dem Bezirksverband Oldenburg. Der integrative Charakter dieses medienpädagogischen Projekts ist sein bundesweites Alleinstellungsmerkmal.

### Medienprojekte an Hochschulen
Medien an der Hochschule richtet sich an einzelne Studierende oder an Studierendengruppen, die von Dozierenden bei ihrer Teilnahme begleitet werden. Studierende erhalten die Möglichkeit, praktische Erfahrungen in den Berufen Journalismus, Presse- und Öffentlichkeitsarbeit zu sammeln und ihr Netzwerk zu erweitern. Das Projekt wird an verschiedenen Hochschulen mit unterschiedlichen Medienpartnern unregelmäßig angeboten, so hatten etwa Studierende der Universität Hamburg die Gelegenheit zur Teilnahme an einem Projekt mit dem Hamburger Abendblatt.

### Mut – Information – Bildung
Mut – Information – Bildung: Jugend gegen Antisemitismus ist ein Projekt der Landeszentrale für politische Bildung NRW in Kooperation mit verschiedenen nordrhein-westfälischen Tageszeitungen. Das Projekt fördert die aktive Auseinandersetzung mit den Themen Antisemitismus, Fremdenfeindlichkeit und Rassismus.

### Vorfahrt für sicheres Fahren
Vorfahrt für sicheres Fahren – Jugend übernimmt Verantwortung wird mit mehreren Regionalzeitungen in Kooperation mit dem Deutschen Verkehrssicherheitsrat, gewerblichen Berufsgenossenschaften, Unfallkassen, der TÜV-Süd-Stiftung und der Initiative Kavalier der Straße durchgeführt und richtet sich an Schüler in den Jahrgangsstufen 8 bis 12 von Hauptschulen, Realschulen, Gesamtschulen, Gymnasien und berufsbildenden Schulen. Ziele des Projekts sind die Förderung der Verkehrserziehung, die Gewinnung insbesondere von jungen Menschen für eine verantwortungsbewusste und sicherheitsorientierte Teilnahme am Straßenverkehr, die Förderung von Lesemotivation, die Stärkung der Basiskompetenzen Lesen und Schreiben sowie die Vermittlung und Stärkung der Fähigkeiten mit traditionellen und neuen Medien sinnvoll umzugehen, sie für eine organisierte Informationsbeschaffung zu nutzen und recherchierte Informationen für Texterstellung zu verwenden. Das Projekt ist dem Bundestag als Maßnahme zur Reduktion der Unfallrisiken junger Fahrer bekannt. Gute Leistungen teilnehmender Schüler werden ausgezeichnet.

### Zeitung in der Grundschule
Zeitung in der Grundschule wurde erstmals im Jahr 1992 durchgeführt und richtet sich an Schüler in den Jahrgangsstufen (2,) 3 und 4 (Deutschland) bzw. in den Jahrgangsstufen (2,) 3, 4, 5 und 6 (Schweiz, dort als Zeitung in der Primarstufe). Derzeit realisiert das Institut solche Projekte in Deutschland und in der Schweiz. Ziele des Projekts sind die Förderung von Lesemotivation, die Stärkung der Basiskompetenzen Lesen und Schreiben sowie die Vermittlung und Stärkung der Fähigkeiten mit traditionellen und neuen Medien sinnvoll umzugehen. Das Projekt wird in der 66. Ausgabe der Zeitschrift Sache – Wort – Zahl beschrieben.

### Zeitung in der Schule
Zeitung in der Schule ist das „klassische“ IZOP-Medienprojekt, wurde im Jahr 1979 erstmals realisiert, seither mit der Veränderung der Medienlandschaft kontinuierlich weiterentwickelt und richtet sich an Schüler in den Jahrgangsstufen 7 bis 10 aller Schulformen. Ziele des Projekts sind die Förderung von Lesemotivation, die Stärkung der Basiskompetenzen Lesen und Schreiben und die Vermittlung und Stärkung der Fähigkeiten mit traditionellen und neuen Medien sinnvoll umzugehen, sie für eine organisierte Informationsbeschaffung zu nutzen und die recherchierten Informationen für Artikel, Langzeit- oder Facharbeiten zu verwenden. Der BDZV erläutert auf seiner Webseite das Projekt und beschreibt, dass es erstmals vom Aachener IZOP-Institut durchgeführt wurde.

## Projektportfolio

### Aufbruch: Lernen in der Pandemie
Aufbruch: Lernen in der Pandemie wurde als Pilotprojekt vom Ministerium für Schule und Bildung des Landes Nordrhein-Westfalen gefördert und in Kooperation mit in NRW beheimateten Medienhäusern sowie Lerngruppen aus Schulen in deren Verbreitungsgebieten realisiert. Schulklassen und -kurse berichteten in den Kanälen des ihnen jeweils zugeordneten Medienhauses über die Auswirkungen der COVID-19-Pandemie auf ihre Situation als Lernende zum Beispiel in klassischen Zeitungsbeiträgen.

### DB MOBIL in der Schule
DB MOBIL in der Schule motivierte Jugendliche zur Arbeit mit dem Magazin der Deutschen Bahn im Unterricht. Auch die Webseite der Zeitschrift kam bei dem Projekt zum Einsatz. Von 2019 bis 2022 unterhielt die Deutsche Bahn eine Kooperation mit dem medienpädagogischen IZOP-Institut. Die Projekte richteten sich an jährlich 50 Lerngruppen. Rund 700 Jugendliche verschiedener Klassenstufen nutzten das Magazin jährlich in der Medienerziehung, Lehrkräfte griffen unterschiedliche gesellschaftliche Themen im Unterricht auf – vor allem Umweltfragen. Das Projekt sollte zudem den Austausch der Deutschen Bahn mit der Jugend intensivieren. So hatten Jugendliche etwa auch die Möglichkeit, Mitglieder des Bahnvorstands bei Interviews kennenzulernen. Das Projekt wurde mit Einstellung der Printausgabe der Zeitschrift mobil zum Jahreswechsel 2022/23 nicht weiter fortgeführt.

### Kirchenzeitung in der Schule
Kirchenzeitung in der Schule ist ein religions- und medienpädagogisches Projekt und richtet sich an Schüler in den Jahrgangsstufen 3 und 4 von Grundschulen und Schüler in den Jahrgangsstufen 5 und 6 von weiterführenden Schulen. Ziele des Projekts sind die Förderung von religiöser und ethischer Bildung, die Förderung von Lesemotivation, die Stärkung der Basiskompetenzen Lesen und Schreiben sowie die Vermittlung und Stärkung der Fähigkeiten mit traditionellen und neuen Medien sinnvoll umzugehen. Das Projekt wird auch in der 66. Ausgabe der Zeitschrift Sache – Wort – Zahl beschrieben.

### Lese- und Schreib-Training
Lese- und Schreib-Training (LuST) ist ein Kooperationsmodell von Schule, Zeitung und dem IZOP-Institut und richtet sich an Schüler in der Jahrgangsstufe 1 von Grundschulen. Ziele des Projekts sind die Unterstützung beim Schreiberwerb, die Verbesserung der Lesefähigkeit und die Heranführung an das Medium Tageszeitung.

### Meine Zeitung
Meine Zeitung – Frankfurter Schüler lesen die F.A.Z. war ein regionales Projekt der Frankfurter Allgemeinen Zeitung und der Stiftung Polytechnische Gesellschaft und richtete sich an Schüler in den Jahrgangsstufen 6 bis 10 von Hauptschulen, Realschulen, Gesamtschulen und Gymnasien. Ziele des Projekts waren die Förderung von Lesemotivation, die Stärkung der Basiskompetenzen Lesen und Schreiben sowie die Vermittlung und Stärkung der Fähigkeiten mit traditionellen und neuen Medien sinnvoll umzugehen.

### Umwelt baut Brücken
Umwelt Baut Brücken – Çevrecilikle Kurulan Köprüler war ein deutsch-türkisches Umweltbildungsprojekt der Deutschen Bundesstiftung Umwelt, dessen Zentrums für Umweltkommunikation und des IZOP-Instituts und richtete sich an Schüler von weiterführenden Schulen aus Deutschland und der Türkei. Ziele des Projekts waren die Heranführung von Jugendlichen an aktuelle Umweltthemen, die Schärfung des Umweltbewusstseins, die Förderung von Gestaltungskompetenz, die Stärkung von interkultureller Kompetenz und die Förderung von Medien- und Lesekompetenz.

#### Auszeichnungen und Schirmherrschaften
Ein Vorläufer des letzten Projekts wurde offiziell als Projekt der UN-Dekade anerkannt. Die Präsidenten der Staaten der teilnehmenden Schulen haben die Schirmherrschaft für das letzte Projekt und dessen Vorläufer übernommen.

#### Darstellungen des Projekts auf Webseiten teilnehmender Schulen
Teilnehmende Schulen stellten und stellen das Projekt auf ihren Webseiten ausführlich dar.

## Auszeichnung der Leseförderung und Medienpädagogik mit Verdienstkreuz am Bande
Der Geschäftsführer des IZOP-Instituts, Peter Brand, wurde am 3. November 2004 von der damaligen NRW-Schul- und Jugendministerin Ute Schäfer in Düsseldorf mit dem Verdienstkreuz am Bande des Verdienstordens der Bundesrepublik Deutschland ausgezeichnet. Begründet wurde die Auszeichnung mit der Entwicklung und Initiation der medienpädagogischen „Zeitung in der Schule“-Projekte und ihrer Weiterentwicklungen.

## E-Learning-Portal ezop.de
Für seine Projektteilnehmer stellt das Institut einige interaktive Lernprogramme, die am PC bearbeitet werden können, auf einer eigenen E-Learning-Plattform passwortgeschützt bereit. Diese Lernprogramme dienen der Förderung von Medienbildung und -kompetenz.

## Veröffentlichungen
- Bundesverband deutscher Banken (Hrsg.), Jugend und Wirtschaft. Kluge Köpfe – durch die Bank, Berlin, 2008.
- Bundesverband Deutscher Zeitungsverleger, IZOP-Institut zur Objektivierung von Lern- und Prüfungsverfahren. Lernort: Deutscher Bundestag. BDZV, 1987.
- Bundesverband Deutscher Zeitungsverleger, IZOP-Institut zur Objektivierung von Lern- und Prüfungsverfahren. Lernort: Deutscher Bundestag. Hahner Verlagsgesellschaft, 1994.
- Bundesverband Deutscher Zeitungsverleger, IZOP-Institut zur Objektivierung von Lern- und Prüfungsverfahren (Hrsg.). Zeit(ungs)gemäße Betrachtungen. Vom Nutzen der Zeitungslektüre fürs tägliche Leben. ZV Zeitungs-Verlag Service gmbH Bonn, 1995.
- Eva Brand, Peter Brand (Hrsg.): Die Zeitung im Unterricht. Hahner Verlagsgesellschaft, 2007.
- Eva Brand, Peter Brand (Hrsg.): Die Zeitung in der Grundschule. 4. Auflage. Hahner Verlagsgesellschaft, 2006.
- Eva Brand, Peter Brand (Hrsg.): Die Zeitung in der Primarstufe. 4. Auflage. Hahner Verlagsgesellschaft, 2013.
- Eva Brand, Peter Brand, Volker Schulze (Hrsg.): Die Zeitunganzeige. 5. Auflage. Hahner Verlagsgesellschaft, 1994.
- Peter Brand: Zeitunglesen ist Opa-Sache. In: Bildung + Lernen, Heft 1/2007, Friedrich Verlag, 2007.
- Peter Brand: Die Zeitung: ein Handbuch. Institut für Medienentwicklung und Kommunikation, 1993.
- Peter Brand: Zeitung in der Schule – Beispiel Bayern. In: SchulVerwaltung, Ausgabe Bayern, Heft 1/1993, Carl Link Verlag, 1993.
- Peter Brand: Zeitung macht Schule. In: Tambour 14 – Ein Magazin der Feldmühle Aktiengesellschaft, Tambour 14, 1984.
- Peter Brand, Rainer Dierichs (Hrsg.): Die Zeitung: Ein Schulbuch für Demokratie. Hahner Verlagsgesellschaft, 1991.
- Peter Brand, Volker Schulze (Hrsg.): Medienkundliches Handbuch. Die Zeitung. Westermann, 1982.
- Peter Brand, Stephan, Hans-Ulrich (Hrsg.): Lernort Europa. Ein Jugendprojekt der Nestlé Deutschland AG. Hahner Verlagsgesellschaft, 1994.
- Frankfurter Allgemeine Zeitung (Hrsg.): Eine Dokumentation des Ehrgeizes. 4. Auflage. Verlag Frankfurter Allgemeine, Frankfurt a. M. 1993.
- Frankfurter Allgemeine Zeitung (Hrsg.): Jugend schreibt. Die besten Beiträge. Verlag Frankfurter Allgemeine, Frankfurt a. M. 2001.
- Deutsche Bundesstiftung Umwelt / IZOP-Institut: Deutsch-deutsche Begegnungen. Jugend recherchiert Umwelt, DVD, 36 min., 2005.
- IZOP-Institut: Die Kleinen mit den großen Blättern. Die Zeitung in der Grundschule. DVD, 33 min., 2004.
- IZOP-Institut (Hrsg.): Jugend und Umwelt. Grenzüberschreitende Kooperationen. Hahner Verlagsgesellschaft, 2003
- Ursula Kals: Journalistische Schreibkompetenzen von Schülern untersucht am Beispiel des Projekts Jugend schreibt der Frankfurter Allgemeinen Zeitung. Tenea Verlag, 2004.
- Helge Lehnhardt, Werner Lehnhardt: Mit dem kleinen Zisch durch die Welt der Zeitungen und Zeitschriften. 2. Auflage. Hahner Verlagsgesellschaft, 2008.
- Waltraud Maisch: Jugend und Umwelt – Partnerschulen im Dialog. In: Frank Mayer, Ulrich Witte (Hrsg.): Nachhaltiges Leben lernen. Modelle der Umweltbildung mit Kindern und Jugendlichen. Wochenschau-Verlag, 2000.
- Theo Mönch-Tegeder, Markus Moog: 1700 junge Leser für die Bistumspresse. In: Communicatio Socialis, Heft 4/2012, Matthias-Grünewald-Verlag, Ostfildern 2012.
- Elisabeth Noelle-Neumann: Wegweiser. Wie Jugendliche zur Zeitung finden. Hahner Verlagsgesellschaft, 1997.
- Reinhard Schneider: Jugend und Umwelt – Partnerschulen im Dialog. In: "Schulreport", Heft 4/5 1998, Bayer. Staatsmin. für Unterricht und Kultus, 1998.
- Thomas Petersen, Reumann Kurt (Hrsg.): Nirgends scheint der Mond so hell wie über Berlin. Herbert von Halem Verlag, 2021.
- Volker Schulze: Die Zeitung. Ein medienkundlicher Leitfaden. 3. Auflage. Hahner Verlagsgesellschaft, 2005.
- Volker Schulze: Im Interesse der Zeitung. Zur Kommunikationspolitik des Bundesverbandes Deutscher Zeitungsverleger. Institut für Medienentwicklung und Kommunikation GmbH, Frankfurt a. M. 1994.
- Verband der Zeitschriftenverlage in Bayern (Hrsg.): Zeitschriften im Unterricht, Medienkundliches Handbuch. Hahner Verlagsgesellschaft, Aachen 2002.
- Stiftung Lesen / IZOP-Institut (Hrsg.): Zeitung für die Schule. Arbeitshilfen für Schule, Jugend- und Erwachsenenbildung Nr. 12, Mainz/Aachen 2002.
- Zeitung. Sache – Wort – Zahl. Lehren und Lernen in der Grundschule. Heft 66. Aulis Verlag, Dezember 2004.
- Zeitung macht Schule. In: Grundschule, Heft 10, 2013. Westermann.